# Synagoga w Lubaniu Litewskim
Synagoga w Lubaniu – żydowska bóżnica położona w Lubaniu na Mińszczyźnie.
Świątynia mieści się przy ul. Pierszamajskiej i pochodzi z 1896 roku. Została założona przez rabina Mojsze Fajnsztejna.
Obecnie siedziba szkoły muzycznej.